# Quique Villanueva
Enrique "Quique" Sappia Villanueva (Buenos Aires, 29 de septiembre de 1942-Buenos Aires, 4 de noviembre de 1997) fue un cantante argentino. Alcanzó gran fama durante las décadas de 1960 y 1970 como vocalista de la banda Los Náufragos.

## Biografía

### Comienzos
Realizó la primaria en el barrio de Floresta, en el colegio Emilio Giménez Zapiola situado en la calle Joaquín V. González 180. Luego quiso comenzar el secundario que abandonó al poco tiempo, sintió su vocación por la música cuando su abuela le regaló una guitarra en su niñez. 

### Los Náufragos
Villanueva saltó a la fama a fines de la década del 60, cuando integró el grupo Los Náufragos junto a Gustavo Alessio, Guillermo Cimadevilla, Rocky Nilson , Leopoldo González y Jimmy Arce, bajo la producción del también músico Francis Smith. Junto al grupo popularizó canciones como "De boliche en boliche", "Zapatos rotos", "Vuelvo a naufragar", "Te quiero ver bailar", "Otra vez en la vía" y "Yo en mi casa y ella en el bar".

### Carrera en solitario
Luego de un tiempo se separó del grupo y comenzó su carrera como solista, donde consiguió éxitos y fracasos. Fue en este período que alcanzó popularidad y difusión en Latinoamérica y las comunidades latinas estadounidenses, lo que le permitió realizar diversas giras. 

### Fallecimiento
Durante sus últimos años de vida, creó un club de fútbol, Atlético Q.V. y dirigió una fábrica textil. 
Villanueva falleció el 4 de noviembre de 1997 a sus 55 años víctima de cáncer de esófago.

## Discografía

### Álbumes de estudio
- 1969: "Los Náufragos" - CBS
- 1971: "Quique Villanueva con Jorge López Ruiz y orquesta" - RCA VICTOR
- 1971: "Quiero gritar que te quiero" - RCA VICTOR
- 1973: "Quique Villanueva" - RCA VICTOR
- 1974: "Se te nota en la mirada" - RCA VICTOR
- 1975: "Los grandes éxitos de Quique Villanueva" - RCA VICTOR
- 1981: "Sonrisas y lágrimas" - INTERDISC S.A.
- 1984: "Quique Villanueva" - MICROFON ARGENTINA S.A.
- 1987: "Por una mujer" - ZAR RECORDS ARGENTINA
- 1996: "1996" - EPSA MUSIC
- 1997: "Serie 20 Éxitos" - BMG ARIOLA ARGENTINA
- 2004: "20 Secretos de Amor" - SONY / BMG

### Sencillos
- 1971: "Quiero gritar que te quiero / Acordate que te quiero" (Simple) - RCA VICTOR
- 1971: "Soy como la brisa / Dime linda chiquilina" (Simple) - RCA VICTOR
- ????: "Ahora mi vida / Agua de lluvia" (Simple) - RCA VICTOR
- ????: "No llores niña mía / Por una pena de amor" (Simple) - RCA VICTOR
- 1973: "Quedate aquí / Te quiero mucho" (Simple) - RCA VICTOR
- 1973: "Noche, tu que sabes de todo / Solo para dos" (Simple) - RCA VICTOR
- 1975: "La niña / Por favor, no me pregunte" (Simple) - RCA VICTOR
- 1976: "Historia triste de una muchacha / Hoy descubrí que te quiero" (Simple) - RCA VICTOR
- 1984: "La primera vez que me enamoré / Mi niña veneno" (Simple) - MICROFON ARGENTINA S.A.
- 1987: "No vale la pena / Quédate aquí" (Simple) - ZAR RECORDS ARGENTINA
- 1988: "Tu eres lo bueno / Tu eres lo bueno" (Simple) - ZAR RECORDS ARGENTINA